# Thời kỳ Asuka
| Lịch sử Nhật Bản | Lịch sử Nhật Bản |
| --- | ---------------- |
| Tiền sửThời kỳ đồ đá cũ ~15000 TCN Thời kỳ Jōmon (Thằng Văn) ~15000 TCN–300 TCN Thời kỳ Yayoi (Di Sinh) tk 4 TCN–tk 3 |                  |
| Cổ đạiThời kỳ Kofun (Cổ Phần) tk 3–tk 7 Thời kỳ Asuka (Phi Điểu) 592–710 Thời kỳ Nara (Nại Lương) 710–794 Thời kỳ Heian (Bình An) 794–1185 |                  |
| Phong kiếnThời kỳ Kamakura (Liêm Thương) 1185–1333 Tân chính Kemmu (Kiến Vũ) 1333–1336 Thời kỳ Muromachi (Thất Đinh) 1336–1573 Thời kỳ Nam-Bắc triều 1336–1392 Thời kỳ Chiến Quốc 1467–1590 Thời kỳ Azuchi-Momoyama (An Thổ-Đào Sơn) 1573–1603 Mậu dịch Nanban (Nam Man) Chiến tranh Nhật Bản – Triều Tiên 1592–1598 Thời kỳ Edo/Tokugawa (Giang Hộ/Đức Xuyên)1603–1868 Chiến tranh Nhật Bản – Lưu Cầu Chiến dịch Ōsaka (Đại Phản) Tỏa Quốc Đoàn thám hiểm Perry Hiệp ước Kanagawa (Thần Nại Xuyên) Bakumatsu (Mạc mạt) Minh Trị Duy tân Chiến tranh Boshin (Mậu Thìn) |                  |
| Hiện đạiThời kỳ Minh Trị (Meiji) 1868–1912 Nhật xâm lược Đài Loan 1874 Chiến tranh Tây Nam Chiến tranh Nhật–Thanh Hiệp ước Mã Quan Chiến tranh Ất Mùi 1895 Phong trào Nghĩa Hòa Đoàn Hòa ước Portsmouth Hiệp ước Nhật–Triều 1910 Thời kỳ Đại Chính (Taishō) 1912-1926 Nhật Bản trong Thế chiến thứ nhất Sự can thiệp của Nhật Bản vào Siberia Đại thảm họa động đất Kantō 1923 Thời kỳ Chiêu Hòa (Shōwa) 1926–1989 Chủ nghĩa quân phiệt Nhật Bản Sự kiện Phụng Thiên Nhật Bản xâm lược Mãn Châu Hiệp ước chống Quốc tế Cộng sản Chiến tranh Trung–Nhật Cuộc tấn công Trân Châu Cảng Vụ ném bom nguyên tử xuống Hiroshima và Nagasaki Chiến tranh Xô–Nhật Nhật Bản đầu hàng Thời kỳ bị chiếm đóng 1945-1952 Nhật Bản thời hậu chiếm đóng Kỳ tích kinh tế Nhật Bản thời hậu chiến Thời kỳ Bình Thành (Heisei) 1989–2019 Thập niên mất mát Động đất Kobe 1995 Cool Japan Động đất và sóng thần Tōhoku 2011 Thời kỳ Lệnh Hòa (Reiwa) 2019–nay Đại dịch COVID-19 tại Nhật Bản |                  |
| Xem thêm Thiên hoàng • Niên biểu • Đế quốc Nhật Bản Kinh tế • Giáo dục • Quân sự • Hải quân • Di sản thế giới |                  |
| x t s |                  |

Thời kỳ Asuka (飛鳥時代, (Phi Điểu thời đại) Asuka-jidai) là một thời kỳ trong lịch sử Nhật Bản kéo dài từ năm 538 đến năm 710, mặc dù giai đoạn khởi đầu của thời kỳ này có thể trùng với giai đoạn cuối của thời kỳ Kofun. Thời kỳ Asuka được đặt theo tên vùng Asuka, cách thành phố Nara hiện giờ khoảng 25 km về phía nam. Quốc gia Yamato, ra đời trong thời kỳ Kofun, phát triển rất nhanh trong thời kỳ Asuka. Nhiều cung điện hoàng gia được xây dựng trong vùng ở thời kỳ này.
Thời kỳ Asuka được biết đến với những thay đổi quan trọng về nghệ thuật, xã hội và chính trị. Những thay đổi này có nguồn gốc vào cuối thời Kofun, nhưng chịu nhiều ảnh hưởng của sự xuất hiện của đạo Phật ở Nhật Bản. Phật giáo xuất hiện đánh dấu một thay đổi lớn trong xã hội Nhật Bản. Thời kỳ Asuka còn được phân biệt với các thời kỳ khác bởi sự thay đổi tên của quốc gia từ Oa quốc (倭) thành Nhật Bản (日本).
Dựa trên những thay đổi về mặt nghệ thuật, thời kỳ này có thể được chia thành hai giai đoạn: giai đoạn Asuka (cho tới cải cách Taika), khi những nhân tố Phật giáo đầu tiên xuất hiện với ảnh hưởng từ Bắc Ngụy và Bách Tế, và giai đoạn Hakuho (từ sau cải cách Taika) khi những ảnh hưởng của nhà Tùy và nhà Đường bắt đầu xuất hiện.

## Tên gọi
Thuật ngữ "thời kỳ Asuka" đầu tiên được sử dụng để mô tả một giai đoạn trong lịch sử nghệ thuật và kiến trúc Nhật Bản. Nó được sử dụng lần đầu bởi các học giả nghiên cứu lịch sử nghệ thuật Sekino Tadasu và Okakura Kakuzo vào khoảng năm 1900. Sekino xem thời Asuka kết thúc cùng với cải cách Taika vào năm 646 trong khi Okakura xem thời kỳ này kết thúc với việc dời đô sang điện Heijo ở Nara. Mặc dù các sử gia thường sử dụng mốc thời gian của Okakura, nhiều nhà nghiên cứu lịch sử nghệ thuật và kiến trúc ưa thích cách phân loại của Sekino hơn, và sử dụng thuật ngữ "thời kỳ Hakuho" để chỉ giai đoạn sau cải cách Taika.

## Quốc gia Yamato
Chính thể Yamato, nổi lên vào cuối thế kỷ 5, tiêu biểu bởi các lãnh chúa hùng mạnh, các gia tộc và những cận thần của họ. Mỗi gia tộc do một tộc trưởng đứng đầu. Tộc trưởng cũng là người tiến hành các nghi lễ tế thần (kami) của bộ tộc để cầu bình an cho bộ tộc. Các thành viên của dòng họ tộc trưởng là những quý tộc và có vai trò quan trọng trong triều đình Yamato. Các lãnh chúa địa phương trong thời Yamato sau đó trở thành những thành viên của triều đình hoàng gia vào đầu thời kỳ Asuka.
Việc triều đại Yamato bắt đầu từ bao giờ vẫn còn là một việc gây tranh cãi. Sự thống trị trên toàn lãnh thổ Nhật Bản có lẽ chỉ bắt đầu từ cuối thời kỳ Kofun hoặc vào đầu thời kỳ Asuka.
Thời kỳ Asuka, một phân kỳ của thời kỳ Yamato, là giai đoạn đầu tiên trong lịch sử Nhật Bản có một vương triều Nhật Bản cai trị tương đối hoàn chỉnh vùng đất nay thuộc tỉnh Nara, còn khi đó được gọi là tỉnh Yamato.
Triều đình Yamato, tập trung ở vùng Asuka, áp đặt quyền lực lên các lãnh chúa ở Kyushu và Honshu, phong tước hiệu, một số được cha truyền con nối, cho các lãnh chúa ở đó. Cái tên Yamato bắt đầu được dùng để chỉ chung cả Nhật Bản từ khi triều đình Yamato áp chế được các lãnh chúa địa phương và kiểm soát đất đai nông nghiệp. Dựa theo hình mẫu Trung Quốc (bao gồm cả việc tiếp thu chữ Hán), triều đình Yamato phát triển một hệ thống hành chính tập trung với các buổi thiết triều có sự tham gia của những người đứng đầu các bộ tộc nhưng vẫn chưa có thủ đô chính thức. Vào giữa thế kỷ 7, diện tích đất nông nghiệp biến thành đất công, do chính sách cai trị tập trung, đã là khá lớn. Đơn vị hành chính cơ bản nhất của hệ thống Gokishichido là cấp xã, và xã hội được tổ chức thành các nhóm phường hội làm các nghề khác nhau. Hầu hết là nông dân, ngoài ra còn có ngư dân, thợ dệt, thợ làm đồ gốm, thợ trang trí nhà cửa, thợ làm đồ sắt và những người có trách nhiệm đặc biệt trong các nghi lễ tôn giáo.
Triều đình Yamato có quan hệ với vương quốc Gaya trên bán đảo Triều Tiên. Khi đó, người Nhật gọi vương quốc Gaya là Mimana. Có những cứ liệu khảo cổ học từ các lăng mộ thời kỳ Kofun cho thấy có sự tương đồng về hình dáng, nghệ thuật và các lớp vải phủ ngoài của những đồ vật chôn theo. Một nguồn khác cũng đề cập tới mối liên hệ này là cuốn Nihon Shoki. Trong một thời gian dài, các sử gia Nhật Bản cho rằng Gaya là một thuộc địa của Yamato, một giả thuyết giờ đây đã bị bác bỏ. Một giả thuyết khác dễ được chấp nhận hơn là cả những quốc gia ở Triều Tiên và Nhật Bản khi đó đều là chư hầu của các triều đình nhà Tùy và nhà Đường ở Trung Quốc.

## Dòng họ Soga và Thánh Đức Thái tử
Xem thêm Thánh Đức Thái tử.

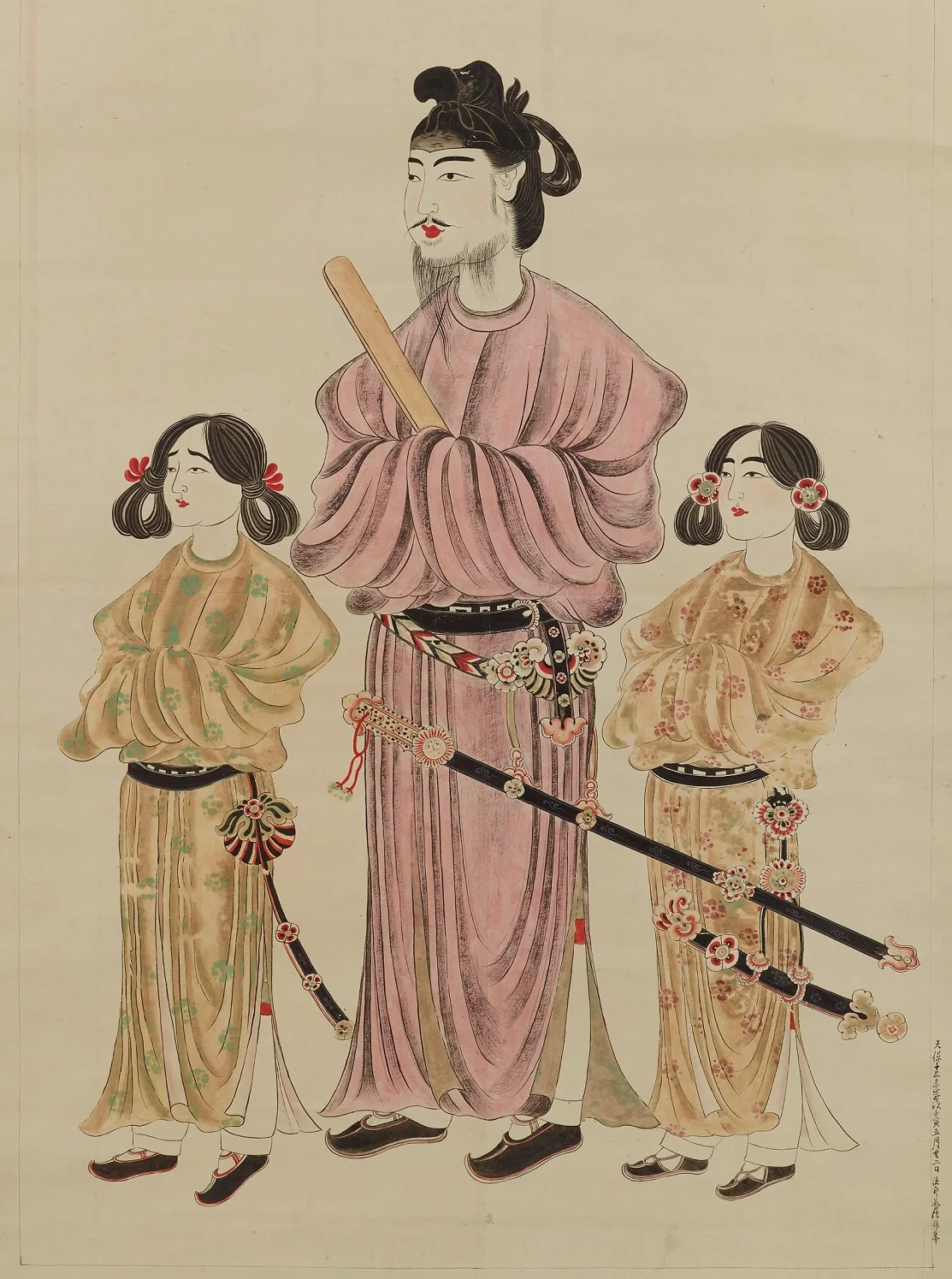
Tōhon Miei, Chân dung Thái tử Shōtoku và hai con trai ông, thế kỷ 8?

Gia tộc Soga kết hôn với hoàng tộc, và vào năm 587, Soga no Umako, tộc trưởng dòng họ Soga, trở nên quyền lực đến mức ông đã có thể đặt cháu mình lên ngôi hoàng đế, sau đó lại giết hoàng đế đó và thay bằng Nữ hoàng Suiko (593-628).
Suiko, nữ hoàng đầu tiên trong tám nữ hoàng, chỉ là một con rối trong tay Umako và quan nhiếp chính Thánh Đức Thái tử (574-622).
Thánh Đức Thái tử, được xem là một bộ óc cải cách vĩ đại của thời kỳ này, là một tín đồ Phật giáo trung thành có học vấn uyên thâm. Ông chịu ảnh hưởng lớn từ Nho giáo và tin vào thiên mệnh. Dưới sự cai trị của Thánh Đức, các khái niệm cương thường trong Nho giáo được áp dụng vào xã hội Nhật Bản, thể hiện qua bộ luật 17 điều Kenpo jushichijo.
Ngoài ra, Thánh Đức còn áp dụng lịch Trung Quốc vào Nhật Bản, phát triển một hệ thống đường sá cho thương mại, xây dựng nhiều đền thờ Phật, ghi chép sử ký của triều đại Yamato và cử những triều thần sang Trung Quốc học về đạo Phật và đạo Nho. Trong giai đoạn này, Ono no Imoko cũng đã được cử đi sứ đến Trung Quốc.
Nhiều phái đoàn Nhật Bản bao gồm các triều thần, những nhà sư và các du học sinh đã được cử đến Trung Quốc trong thế kỷ 7. Một số ở lại đó hàng 20 năm và rất nhiều người trở về Nhật Bản sau đó trở thành những nhà cải cách tầm cỡ. Việc cử các học giả sang học hỏi hệ thống chính trị Trung Quốc cho thấy sự thay đổi quan trọng so với thời kỳ Kofun, vào lúc năm quốc gia Oa quốc chỉ cử các phái đoàn sang để cầu phong.
Thánh Đức thậm chí còn làm triều đình Trung Quốc nổi giận khi ông tìm kiếm sự bình đẳng với các hoàng đế Trung Hoa qua những lá thư chính thức mà ông xưng hô là "Thiên tử của đất nước mặt trời mọc gửi Thiên tử của đất nước mặt trời lặn".
Một số học giả Nhật Bản cho rằng sự can đảm đó của Thánh Đức đã đặt ra một tiền lệ quan trọng khi Nhật Bản từ đó về sau không bao giờ chấp nhận địa vị chư hầu trong quan hệ với Trung Quốc nữa, trừ thời điểm sau này Ashikaga Yoshimitsu đã chấp nhận mối quan hệ như vậy trong thế kỷ 15. Kết quả là Nhật Bản trong thời kỳ này không hề phải cầu phong Trung Quốc dù họ vẫn phải nộp cống. Xét theo quan điểm của Trung Quốc thời kỳ đó, Nhật Bản đã là một nước phiên thuộc từ các thế kỷ trước khi các vị vua cai trị Nhật Bản đều cầu phong của Trung Quốc. Mặt khác, Nhật Bản dần lơ là các quan hệ chính trị với Trung Quốc và thay vào đó bằng những liên hệ thuần túy về văn hóa và học thuật.

## Cải cách Taika và bộ luật Ritsuryo

### Cải cách Taika
Khoảng 20 năm sau khi Thánh Đức Thái tử, Soga no Umako và Nữ hoàng Suiko lần lượt qua đời, những cuộc vận động tranh giành quyền lực trong triều đình đã dẫn đến một cuộc lật đổ sự kiểm soát củagia tộc Soga vào năm 645. Cuộc lật đổ do Hoàng tử Naka no Oe và Nakatomi no Kamatari cầm đầu giành lại quyền kiểm soát triều chính từ tay gia tộc Soga và mở đầu cho cuộc cải cách Taika (Taika no Kaishin).
Giai đoạn từ 645 đến 649 trong lịch sử Nhật Bản do đó còn được gọi là thời kỳ Taika, có nghĩa là "Đại hóa" (Sự thay đổi lớn). Sự kiện dẫn đến cuộc cải cách Taika được gọi là sự biến năm Ất Tỵ, cuộc đảo chính năm 645.
Mặc dù không tạo ra một định chế pháp luật, cải cách Taika, thông qua nhiều cải biến quan trọng, đã đặt nền tảng cho bộ luật ritsuryo là một hệ thống các cơ chế vận hành xã hội, bộ máy hành chính và tài chính của Nhật Bản từ thế kỷ 7 đến thế kỷ 10. Ritsu là bộ hình luật, còn ryo là bộ luật hành chính. Kết hợp lại, chúng tạo thành một bộ luật hoàn chỉnh dựa bao gồm những điều khoản riêng rẽ đã được thừa nhận từ thời cải cách Taika.
Cải cách Taika chịu nhiều ảnh hưởng từ Trung Quốc và bắt đầu với việc phân chia lại đất đai hướng đến việc kết thúc hệ thống sở hữu đất đai hiện hành của các lãnh chúa lớn cũng như sự kiểm soát của họ với các lãnh địa và các làng nghề. Đất tư và tá điền trở thành đất công và nông dân tự do khi triều đình tìm cách kiểm soát toàn bộ Nhật Bản và buộc mọi người dân phải phục tùng chính quyền trung ương. Đất đai không còn được cha truyền con nối nữa mà chuyển sang cho nhà nước khi người chủ đất chết đi. Các loại thuế đánh dựa trên thu hoạch nông nghiệp và đánh vào vải, bông, lụa, các hầm mỏ cũng như các sản phẩm khác. Ngoài ra, nông dân còn phải đi phu xây dựng các công trình quân sự hoặc công cộng. Hệ thống cha truyền con nối ở các lãnh địa của các lãnh chúa bị hủy bỏ thay bằng một hệ thống mới với ba thừa tướng trợ giúp công việc cho nhà vua được thiết lập bao gồm Tả đại thần, Hữu đại thần và Thái chính đại thần.
Đất nước gồm các lãnh thổ gọi là châu (州, shū) và quốc (国, kuni). Quốc là lãnh thổ tự trị, do các lãnh chúa đứng đầu, còn Châu là đơn vị hành chính trực thuộc triều đình, đứng đầu có châu mục do triều đình chỉ định. Các châu lại được chia thành các quận (郡, gun) và huyện (県, agata).
Naka no Oe tiếp tục là Thái tử nhiếp chính, trong khi Kamatari được ban cho họ mới là Fujiwara, như một phần thưởng cho những đóng góp của ông cho triều đình. Dòng họ Fujiwara sau đó trở thành một dòng họ quý tộc lâu đời ở Nhật Bản. Một thay đổi lâu đời khác là việc đổi tên nước thành Nhật Bản (日本), hoặc đôi khi là Dai Nippon (大日本, Đại Nhật Bản) trong các tài liệu ngoại giao và các biên niên sử. Năm 662, Naka no Oe chính thức lên ngôi vua thay chú và mẹ, trở thành Thiên hoàng Tenji. Hoàng đế Nhật Bản cũng bắt đầu được gọi là Thiên Hoàng kể từ đó. Ngôi vị này nhắm mục đích nâng cao uy thế của gia tộc Yamato và nhấn mạnh nguồn gốc Thần thánh của Hoàng gia với hy vọng giữ Hoàng tộc đứng trên mọi xung đột chính trị. Tuy vậy, trong nội bộ Hoàng tộc, tranh quyền đoạt vị vẫn tiếp diễn khi anh và con trai của Thiên Hoàng tranh giành ngôi báu trong chiến tranh Jinshin. Người anh, sau này lấy niên hiệu là Thiên hoàng Tenmu, củng cố cải cách Tenji và tập trung quyền lực vào trong tay triều đình.

### Hệ thốngRitsuryō
Hệ thống ritsuryō được lập thành nhiều mức. Bộ luật Ōmi (近江令 (Cận Giang lệnh)), được đặt tên theo nơi đóng đô của triều đình Nhật hoàng Tenji, được hoàn thành năm 668. Những sự hệ thống hóa cao hơn được Nhật hoàng Jito ban bố năm 689 trong Bộ luật Asuka Kiyomihara (飛鳥浄御原令 (Phi Điểu Tịnh Ngự Nguyên lệnh)), đặt theo tên nơi đặt triều đình của cố Nhật hoàng Tenmu. Hệ thống ritsuryō được củng cố thêm và hệ thống lại năm 701 trong Bộ luật Taihō (大宝律令 (Đại Bảo luật lệnh) Taihō Ritsuryō), mà trừ việc thay đổi chút ít và bỏ đi một số chức năng nghi lễ chính yếu, vẫn còn hiệu lực cho đến năm 1868.
Dù Ritsu (Luật) có nguồn gốc từ hệ thống luật Trung Hoa, Ryō (Lệnh) được sắp xếp theo tập tục địa phương. Vài học giả biện luận rằng hệ thống luật này chủ yếu dựa theo mẫu của Trung Quốc.
Luật Taihō có các điều khoản hình sự theo lối Nho giáo (nhẹ hơn so với các hình phạt khắt khe) và tập quyền trung ương kiểu Trung Quốc qua Thần kỳ quan (神祇官 Jingi-kan) (Bộ Lễ), với chức năng coi sóc đạo Shinto và nghi lễ triều đình, và Thái chính quan (太政官 Daijō-kan) (Bộ Công), với tám bộ (để tập trung quyền lực, lễ nghi, sự vụ dân sự, hoàng tộc, pháp lý, quân sự, nhân dân và quốc khố). Mặc dù hệ thống thi cử kiểu Trung Quốc không được áp dụng, ’’Đại Học Liêu’’ (大学寮 Daigaku-Ryō) được thành lập để đào tạo các quan lại tương lai dựa trên nền tảng Nho giáo cổ điển. Tuy vậy, hệ thống mưu lược cổ điển, ví dụ như dòng dõi quý tộc tiếp tục là tiểu chuẩn chính để lựa chọn các vị trí quan trọng, và tước hiệu sẽ sớm được truyền đời lại. Luật Taihō không đề cập đến việc lựa chọn Quốc Chủ. Vài Nữ hoàng vẫn lên ngôi từ thế kỷ 5 đến 8, nhưng sau năm 770, việc thừa kế chỉ được dành cho đàn ông, thường là cha truyền con nói, mặc dù đôi khi vẫn truyền theo mối quan hệ anh-em hay bác-.
Fujiwara no Fuhito (藤原 不比等 (Đằng Nguyên Bất Tỷ Đẳng)), con trai của Nakatomi no Kamatari, là một trong những người soạn thảo Taihō Ritsuryō. Theo bộ sử Shoku Nihongi (續日本紀 (Tục Nhật Bản Kỷ)), hai trong số 19 thành viên của hội đồng phác thảo Luật Taihō là pháp sư Trung Quốc (Shoku-Shugen and Satsu-Koukaku). Các pháp sư Trung Quốc cũng giữ vai trò quan trọng như các chuyên gia ngôn ngữ học, và hai lần được Nữ Thiên Hoàng Jitō ban thưởng.

## Quan hệ đối ngoại
Từ năm 600 đến năm 659, Nhật Bản gửi 7 sứ thần đến nhà Đường ở Trung Quốc. Nhưng trong vòng 32 năm tiếp theo, trong giai đoạn Nhật Bản đang hoàn thành hệ thống luật pháp dựa trên thư tịch Trung Hoa của mình, họ không gửi ai đi. Mặc dù Nhật Bản cắt đứt quan hệ ngoại giao với Trung Quốc, họ đã gửi 11 sứ thần đến Silla, và theo Nihon Shoki thì Silla đã gửi 17 sứ bộ đến Nhật Bản dưới triều Thiên hoàng Tenmu và Nữ Thiên Hoàng Jitō. Gia tộc thống trị Yamato và Baekje có quan hệ thân tình với nhau, và Yamato đã gửi hải quân của mình đến cứu viện Baekje, năm 660-663, chống lại cuộc xâm lăng của Silla và nhà Đường (xem trận Baekgang).
Thay vì chu du đến Trung Quốc, rất nhiều pháp sư từ Tam Quốc Triều Tiên được gửi đến Nhật Bản. Kết quả là, điều này cũng tình cờ thúc đẩy việc Nhật gửi quân cứu viện Baekje. Một vài pháp sư nổi tiếng đến từ Triều Tiên như Eji (慧慈 (Tuệ Từ)), Ekan (慧灌 (Tuệ Quán)), Eso (慧聡 (Tuệ Thông)) and Kanroku (觀勒 (Quan Lặc)). Eji, đến từ Goguryeo là thầy giáo của Thánh Đức Thái tử, và cố vấn cho ông về chính trị.

### Torai-jin
Những người nhập cư Trung Quốc và Triều Tiên đã trở thành tự nhiên trong xã hội Nhật Bản cổ đại được gọi là torai-jin (渡来人 (Độ Lai nhân)). Họ truyền bá nhiều khía cạnh ngôn ngữ, văn hóa và truyền thống của mình cho cư dân bản địa. Người Nhật đối xử tốt với những torai-jin này vì triều đình Yamato đánh giá cao tri thức và văn hóa của họ. Theo ghi chép trong Shinsen-shōjiroku (新撰姓氏録 (Tân Soạn Tính Thị Lộc)), danh sách tên các gia đình quý tộc được Triều đình Yamato biên soạn năm 815, một phần tư các gia đình quý tộc có nguồn gốc từ Trung Quốc và Triều Tiên. 163 trong số 1182 cái tên là từ Trung Quốc, và 154 là từ bán đảo Triều Tiên (104 từ Baekje, 41 từ Goguryeo, và 9 từ Silla và Gaya).
Tuy nhiên, những người nhập cư này nói chung bị coi là thuộc giai tầng thấp hơn trong hệ thống Kabane xếp hạng rất nhiều gia tộc là thành viên của triều đình. Họ thường được xếp vào bậc "Atai", "Miyatsuko", hay "Fubito", trong khi các thành viên của các gia đình thống trị như Soga, Mononobe, và Nakatomi được xếp vào hạng "Omi" hay "Muraji".

### Những người nhập cư
Một ví dụ về các gia tộc có tổ tiên ngoài Nhật Bản là gia tộc Yamatonoaya (東漢氏) (Đông Hán thị’’), là hậu duệ của Hán Linh Đế. Người đứng đầu gia tộc này là Achi-no-Omi (阿智使主) (A Trí Sứ Chủ). Theo Nihongi, dưới triều Nhật hoàng Kimmei, gia tộc Hata (秦氏) (Tần Thị’’), hậu duệ của Tần Thủy Hoàng, đã mang đến nghề nuôi tằm dệt vải. Gia tộc Kawachino-Fumi clan (西文氏) (Tây Văn Thị), là hậu duệ của Hán Cao Tổ, dạy cho triều đình Yamato văn tự Trung Hoa, theo Shinsen-shōjiroku. Gia tộc Takamoku là hậu duệ của Tào Phi. Takamuko no Kuromaro (高向玄理 (Cao Hướng Huyền Lý)) là một thành viên chủ chốt đã viết nên Cải cách Taika. Tori Busshi (止利仏師 (Chi Lợi Phật Sư)), cũng đến từ Trung Quốc, là một trong những họa sĩ nổi tiếng nhất thời Asuka.
Năm 660, một trong Tam Quốc Triều Tiên, Baekje, mất về tay Silla và nhà Đường. Sau đó, rất nhiều nạn dân Baekje đã chạy loạn đến Nhật Bản. Triều đình Yamato đã đón nhận hoàng tộc và nạn dân Baekje. Hoàng gia Baekje được Nhật hoàng ban cho cái tên "Kudara no Konikishi" (百済王, Bách Tề Vương).

## Truyền bá Phật giáo
Phật giáo (仏教 Bukkyō) truyền vào Nhật Bản được cho là nhờ vua Baekje Seong năm 538, đặt nước Nhật trước một thể thức học thuyết tôn giáo này. Gia tộc Soga, một gia đình trong triều đình Nhật nổi lên từ khi Nhật hoàng Kimmei lên ngôi khoảng năm 531, rất chuộng việc chấp nhận Phật giáo và kiểu mẫu văn hóa và chính quyền dựa trên Nho giáo Trung Hoa. Nhưng có những người ở triều đình Yamato – ví dụ như gia tộc Nakatomi, những người có trách nhiệm điều hành các nghi lễ Shinto ở triều đình, và gia tộc Mononobe nắm binh quyền – bắt đầu cố gắng duy trì đặc quyền của mình và chống lại ảnh hưởng của một tôn giáo ngoại lai như Phật giáo. Nhà Soag du nhập vào hệ thống tài khóa kiểu Trung Hoa, thành lập cơ quan ngân khố đầu tiên, và coi các vương triều ở Triều Tiên là các bạn hàng thương mại thay vì đối tượng để mở rộng lãnh thổ. Sự gay gắt tiếp diễn giữa nhà Soga và hai nhà Nakatomi và Mononobe kéo dài hơn một thế kỷ, trong suốt thời kỳ đó nhà Soga tạm thời chiếm ưu thế. Trong Cải cách Taika, Chỉ dụ về việc đơn giản hóa việc chôn cất được ban bố, và việc xây dựng các kofun (cổ phần) bị cấm. Chỉ dụ cũng quy định kích cỡ và hình khối của kofun theo đẳng cấp. Kết quả là, các kofun sau đó, mặc dù nhỏ hơn, được nhân ra bởi những bức bích họa cầu kỳ. Việc vẽ tranh và trang trí của các kofun này thể hiện sự truyền bá của Đạo Lão và Đạo Phật trong thời kỳ này. Takamatsuzuka Kofun và Kitora Kofun nổi tiếng nhất vì những bức họa của nó.
Từ đầu thời kỳ Asuka, việc sử dụng các lăng mộ kofun cầu kỳ của Hoàng gia Nhật Bản và các quý tộc bắt đầu không còn được sử dụng vì niềm tin Phật giáo đã thắng thế, vốn nhấn mạnh vào tính tạm thời của đời người. Tuy vậy, thường dân và quý tộc ở những vùng xa xôi hẻo lánh vẫn tiếp tục sử dung kofun cho đến cuối thế kỷ 7, các lăng mộc đơn giản hơn nhưng đặc biệt tiếp tục được sử dụng trong thời kỳ tiếp theo.

## Ảnh hưởng của Đạo giáo

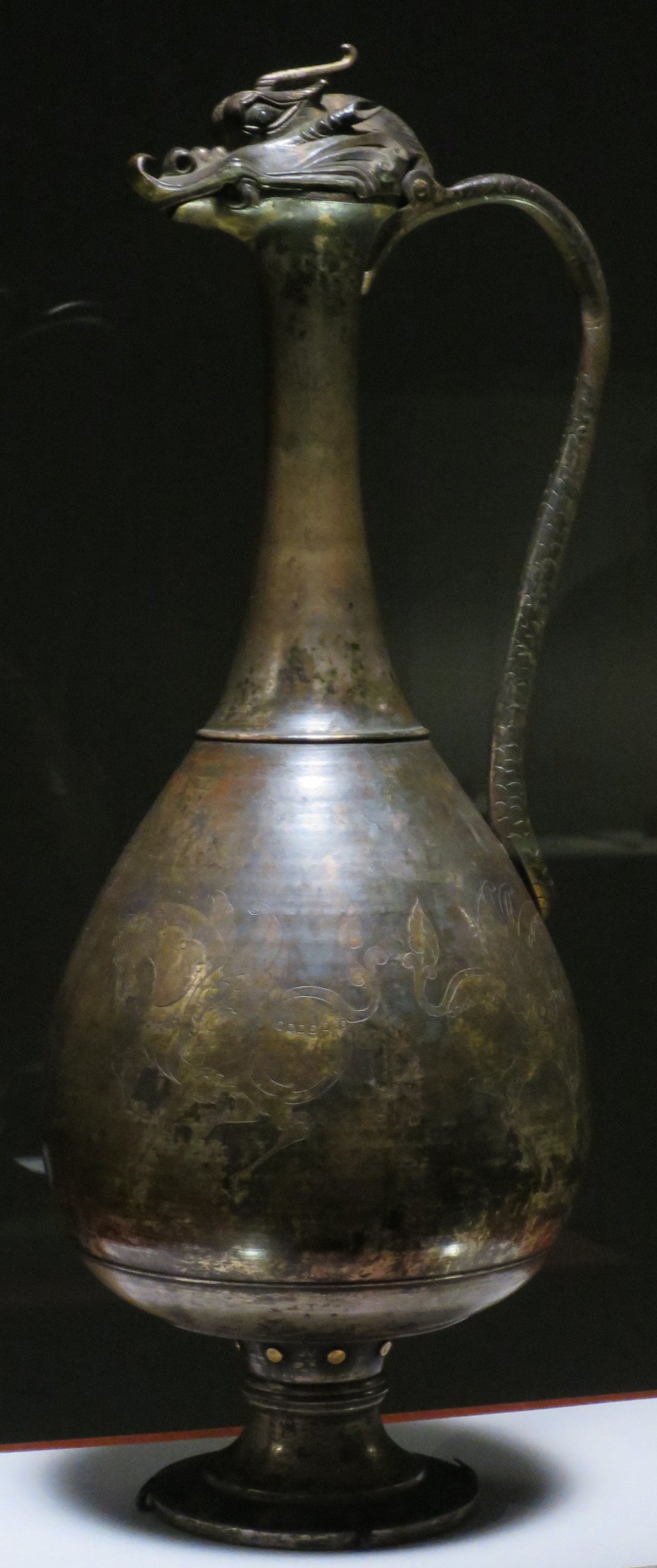
Một bình đựng đầu rồng với hoa văn Pegasus được thếp đồng và bạc, thời Asuka, thế kỷ thứ 7, kho báu đền thờ Hōryū-ji trước đây, Bảo tàng quốc gia Tokyo

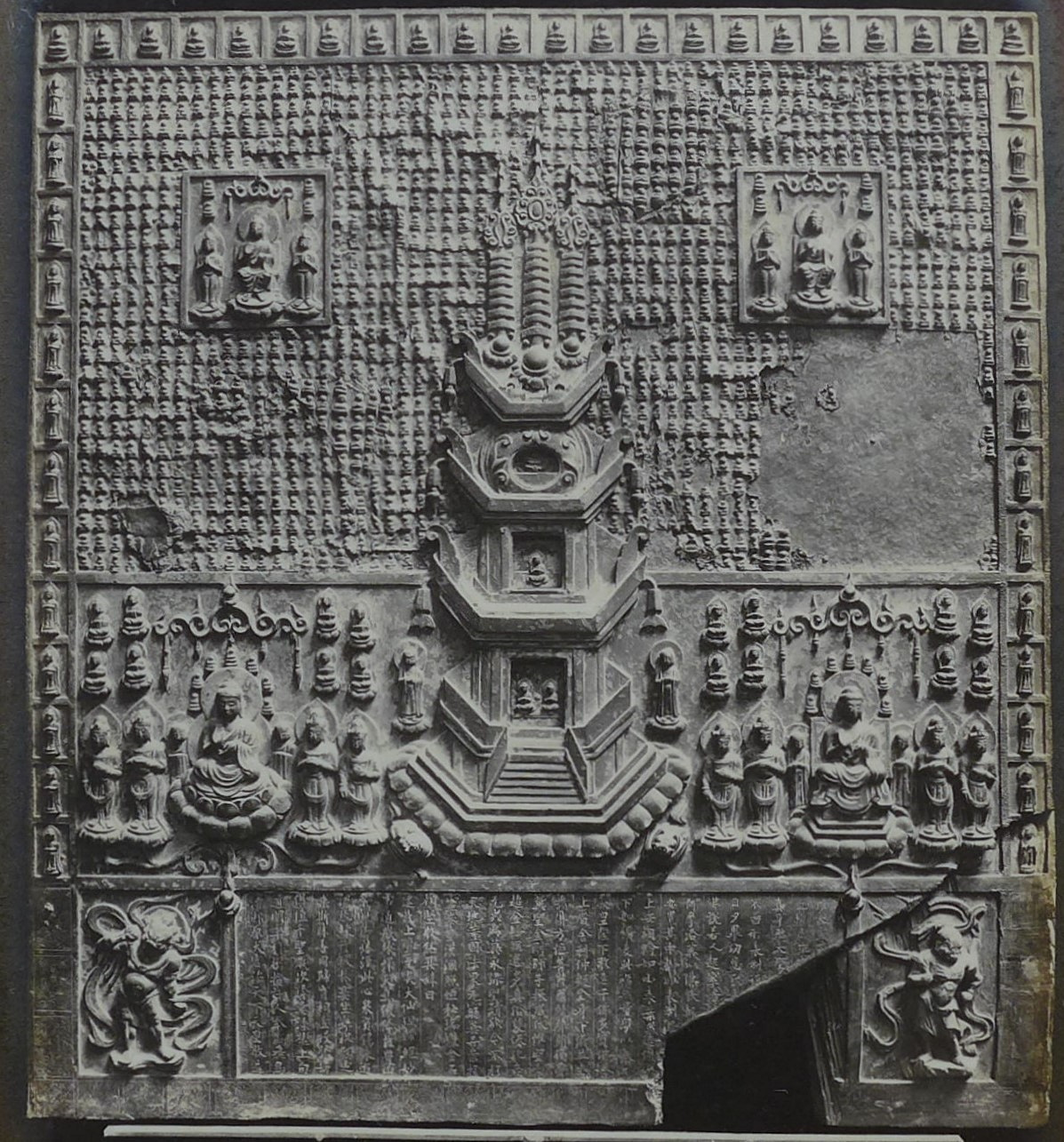
Mảng đồng mô tả Tất-đạt-đa Cồ-đàm đang giảng đạo, có niên đại 698 sau Công nguyên, Đền Hase-dera, Sakurai, Nara

Đạo giáo cũng được truyền vào Nhật Bản trong thời Asuka. Vào giữa thế kỷ 7, Nữ hoàng Saimei xây dựng đền thờ đạo Lão ở núi Tōnomine (多武峯談山) (Đa Võ Phong Đàm Sơn). Hình dạng bát giác của lăng mộ triều đình trong thời kỳ này và những thiên đồ được vẽ ở Kitora và Takamatsuzuka cũng phản ánh vũ trụ quan Đạo giáo. Tennō (Thiên Hoàng), tước hiệu mới của triều đình Nhật Bản trong thời đại này, cũng được cho là có nguồn gốc từ vị thần tối cao của Đạo giáo, Tenko-Taitei(天皇大帝) (Thiên Hoàng Đại Đế), vị thần của sao Bắc Cực .
Niềm tin Đạo giáo cuối cùng được pha trộn với Shintō và Phật giáo tạo thành một thể thức nghi lễ mới. Onmyōdō, một loại bói đất và vũ trụ học Nhật Bản, là một trong những kết quả của việc kết hợp tôn giáo này. Trong khi thời kỳ Asuka bắt đầu với cuộc xung đột tôn giáo giữa các gia tộc thì sau đó, các tôn giáo từ bên ngoài này đã hòa nhập vào với niềm tin của dân bản địa.

## Nghệ thuật và kiến trúc

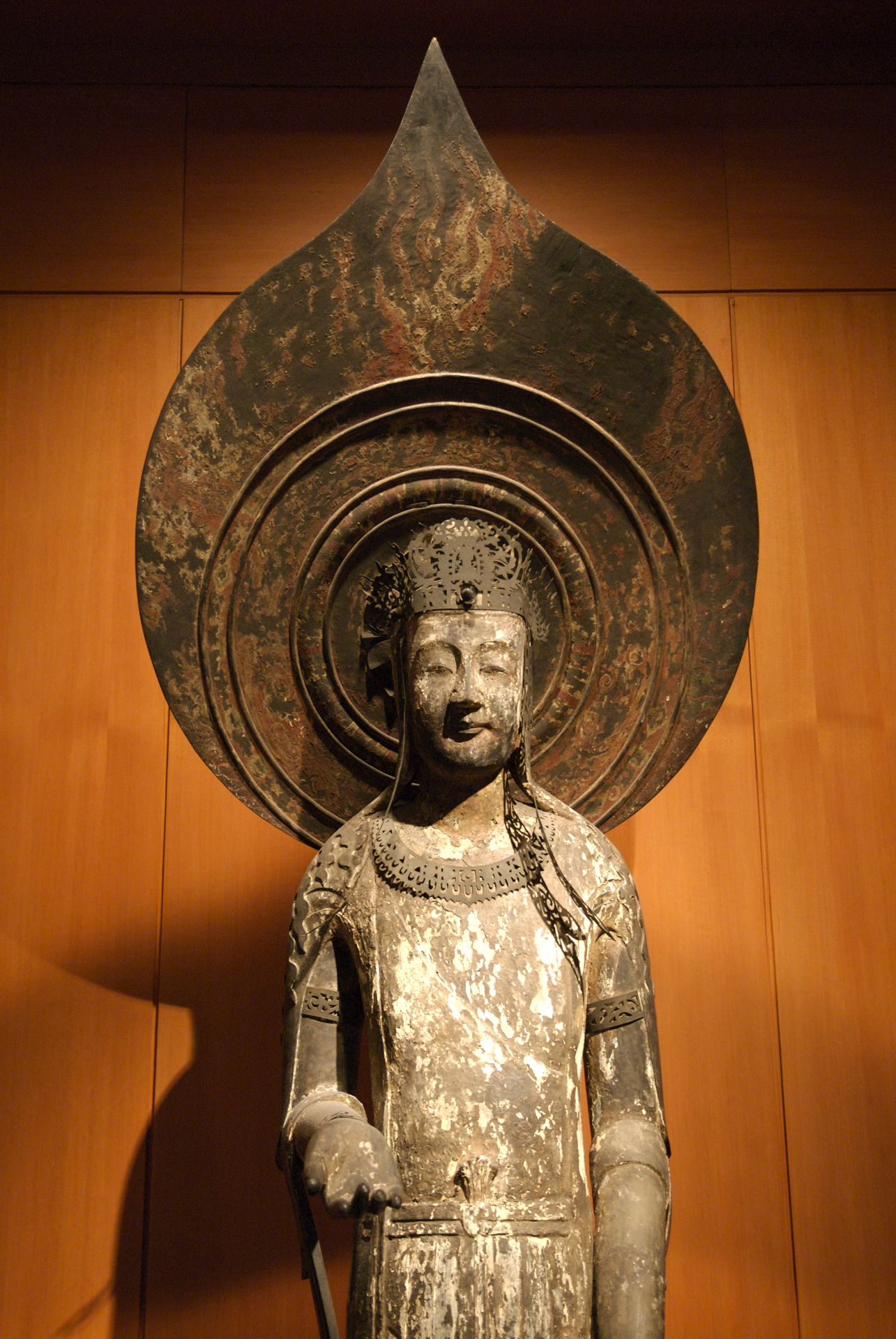
Mô hình Kudara Kannon ở Bảo tàng Anh.

### Nghệ thuật Asuka
Một số công trình kiến trúc xây dựng trong thời đại này vẫn còn đến ngày nay. Các công trình bằng gỗ ở Hōryū-ji, xây dựng vào thế kỷ 7, đã chịu ảnh hưởng của Trung Hoa và các quốc gia Tây Á. Ví dụ như các cây cột ở Hōryū-ji khá giống với cột của điện Parthenon của Hy Lạp cổ đại, như ở các đường gờ dọc cột. Ngũ Trọng Tháp (五重の塔) là sự chuyển biến từ kiến trúc Ấn Độ giống gò đất, Stupa.
Những bức bích họa ở kofun Takamatsuzuka và Kitora, có từ thế kỷ thứ 5, chịu ảnh hưởng mạnh mẽ từ bích họa nhà Đường và Goguryeo.
Nghệ thuật tượng Phật Nhật Bản được cho là phỏng theo kiểu cách thời Lục Quốc ở Trung Hoa. Phong cách của tượng phật thời kỳ này được gọi là phong cách Tori, được lấy từ tên nhà điêu khắc nổi tiếng Kuratsukuri Tori, cháu nội của một người nhập cư Trung Hoa Shiba Tatto. Một vài kiểu mẫu tiêu biểu của phong cách này bao gồm mắt rõ ràng, hình quả hạnh, và các nếp gấp được sắp xếp đối xứng trên trang phục. Đặc điểm nhận dạng rõ rệt nhất của các bức tượng này là việc thể hiện nụ cười được gọi là Nụ cười Cổ xưa. Kudara Kanon ở Hōryū-ji là bức tượng Phật nổi tiếng nhất của thời kỳ này.

### Văn hóa Hakuhō
Giai đoạn thứ hai của nghệ thuật Phật giáo, tiếp nối thời kỳ nghệ thuật Asuka, được gọi là Văn hóa Hakuhō (Bạch Phượng Văn hóa) (白鳳文化) và bắt đầu từ Cải cách Taika cho đến ngày dời đô khỏi Nara năm 710. Trong suốt nửa sau thế kỷ 8, hàng loạt các bài hát và bài thơ được soạn và biểu diễn bởi người từ nhiều đẳng cấp khác nhau, từ chiến binh đến Thiên hoàng. Tập thơ sớm nhất được biết đến là Man'yōshū. Nó bao gồm tác phẩm của vài nhà thơ đáng chú ý như Công chúa Nukata và Kakinomoto Hitomaro. Waka (Hòa Ca) cũng xuất hiện như một thể thơ mới trong thời kỳ này. Nó được hình như một thuật ngữ để phân biệt lối thơ dân tộc với lối thơ từ Trung Hoa; dưới ảnh hưởng của thể thơ waka, một thể thơ được yêu thích hơn ra đời với cái tanka. Nó bao gồm 31 chữ chia thành 5 dòng, theo mẫu 5/7/5/7/7.

## Các sự kiện
- 538: Vương quốc Triều Tiên Baekje gửi đi một đoàn sứ thần để giới thiệu Phật giáo cho Thiên Hoàng Nhật Bản.
- 592: Giới thiệu Phật giáo đến triều đình, theo  Nihon Shoki
- 593: Thái tử Shotoku giữ trọng trách Nhiếp chính cho nữ Thiên hoàng Suiko và truyền bá Phật giáo cùng với gia tộc Soga.
- 600: Yamato gửi đoàn sứ bộ đầu tiên đến Trung Quốc kể từ năm 478.
- 604: Thái tử Shotoku ban hành Thập thất điều Hiến pháp (十七条憲法) (Jūshichijō kenpō) theo phong cách Trung Hoa, dựa trên nguyên tắc Nho giáo, thực chất điều này đã khởi đầu Đế chế Nhật Bản.
- 607: Thái tử Shotoku xây dựng Chùa Hōryūji ở Ikaruga.
- 645: Soga no Iruka và cha ông là Emishi bị giết trong biến cố Ất Tị. Thiên hoàng Kōtoku lên ngôi và củng cố hoàng quyền qua các gia đình quý tộc (xem Cải cách Taika), chia cả nước thành các tỉnh.
- 663: Thủy quân Nhật Bản bị liên minh Đường-Silla đánh bại trong trận Baekgang, không phục hồi được Baekje.
- 670: Koseki (Hộ Tịch) (sổ đăng ký gia đình) (Kōgo-Nenjaku) được soạn thảo.
- 672: Hoàng tử Ōama, sau này là Thiên hoàng Tenmu chiếm đoạt ngai vàng qua một cuộc nội chiến (Jinshin no Ran) chống lại Thiên hoàng Kōbun.
- 689: Luật Asuka Kiyomihara được ban bố.
- 694: Thủ đô đế quốc được chuyển đến Fujiwara-kyō, thành phố Kashihara ngày nay.
- 701: Luật Taihō được ban bố.
- 705: Nishiyama Onsen Keiunkan được thành lập. Nó đã trở thành khách sạn lâu đời nhất được biết đến vẫn còn hoạt động, kể từ năm 2019.
- 708: Đồng tiền đầu tiên của Nhật Bản ( 和 同 開   Wadōkaichin?) đã được đúc.